# Leichtathletik-Weltmeisterschaften 2011/Teilnehmer (Vereinigte Staaten von Amerika)
| Gelbes Symbol für Goldmedaillen mit stilisierten Olympischen Ringen | Graues Symbol für Silbermedaillen mit stilisierten Olympischen Ringen | Braundes Symbol für Bronzemedaillen mit stilisierten Olympischen Ringen |
| ------------------------------------------------------------------- | --------------------------------------------------------------------- | ----------------------------------------------------------------------- |
| 12                                                                  | 8                                                                     | 6                                                                       |

Der amerikanische Leichtathletik-Verband stellte bei den Leichtathletik-Weltmeisterschaften 2011 im koreanischen Daegu 127 Teilnehmer.

## Ergebnisse

### Männer

#### Laufdisziplinen
| Athlet                                                                                  | Disziplin        | Vorlauf        | Vorlauf | Halbfinale    | Halbfinale    | Finale          | Finale        |
| Athlet                                                                                  | Disziplin        | Zeit           | Platz   | Zeit          | Platz         | Zeit            | Platz         |
| --------------------------------------------------------------------------------------- | ---------------- | -------------- | ------- | ------------- | ------------- | --------------- | ------------- |
| Walter Dix                                                                              | 100 m            | 10,25 s        | 5       | 10,05 s       | 2             | 10,08 s         | Silber        |
| Justin Gatlin                                                                           | 100 m            | 10,31 s        | 11      | 10,23 s       | 13            | ausgeschieden   | ausgeschieden |
| Trell Kimmons                                                                           | 100 m            | 10,32 s        | 13      | 10,21 s       | 11            | ausgeschieden   | ausgeschieden |
| Walter Dix                                                                              | 200 m            | 20,42 s        | 2       | 20,37 s       | 4             | 19,70 s SB      | Silber        |
| Jeremy Dodson                                                                           | 200 m            | 20,92 s        | 30      | ausgeschieden | ausgeschieden | ausgeschieden   | ausgeschieden |
| Darvis Patton                                                                           | 200 m            | 20,80 s        | 21      | 20,72 s       | 12            | ausgeschieden   | ausgeschieden |
| Tony McQuay                                                                             | 400 m            | 46,76 s        | 26      | ausgeschieden | ausgeschieden | ausgeschieden   | ausgeschieden |
| LaShawn Merritt                                                                         | 400 m            | 44,35 s WL     | 1       | 44,76 s       | 1             | 44,63 s         | Silber        |
| Greg Nixon                                                                              | 400 m            | 45,16 s        | 7       | 45,51 s       | 9             | ausgeschieden   | ausgeschieden |
| Jamaal Torrance                                                                         | 400 m            | 45,44 s        | 16      | 45,73 s       | 14            | ausgeschieden   | ausgeschieden |
| Charles Jock                                                                            | 800 m            | 1:47,95 s      | 27      | ausgeschieden | ausgeschieden | ausgeschieden   | ausgeschieden |
| Khadevis Robinson                                                                       | 800 m            | 1:48,41 s      | 32      | 1:45,27 s     | 8             | ausgeschieden   | ausgeschieden |
| Nick Symmonds                                                                           | 800 m            | 1:46,54 s      | 12      | 1:45,73 s     | 10            | 1:45,12 s       | 5             |
| Matthew Centrowitz                                                                      | 1500 m           | 3:39,46 min    | 6       | 3:46,66 min   | 13            | 3:36,08 min     | Bronze        |
| Leonel Manzano                                                                          | 1500 m           | 3:40,77 min    | 16      | 3:47,98 min   | 21            | ausgeschieden   | ausgeschieden |
| Andrew Wheating                                                                         | 1500 m           | 3:42,68 min    | 29      | ausgeschieden | ausgeschieden | ausgeschieden   | ausgeschieden |
| Andrew Bumbalough                                                                       | 5000 m           | 13:44,38 min   | 17      |               |               | ausgeschieden   | ausgeschieden |
| Bernard Lagat                                                                           | 5000 m           | 13:33,90 min   | 1       |               |               | 13:23,64 min    | Silber        |
| Galen Rupp                                                                              | 5000 m           | 13:34,91 min   | 5       |               |               | 13:28,64 min    | 9             |
| Scott Bauhs                                                                             | 10.000 m         |                |         |               |               | 29:03,92 min    | 14            |
| Galen Rupp                                                                              | 10.000 m         |                |         |               |               | 27:26,84 min SB | 7             |
| Matthew Tegenkamp                                                                       | 10.000 m         |                |         |               |               | 28:41,62 min    | 10            |
| Nicholas Arciniaga                                                                      | Marathon         |                |         |               |               | 2:24:06 h       | 41            |
| Jeffrey Eggleston                                                                       | Marathon         |                |         |               |               | 2:23:33 h       | 39            |
| Michael Morgan                                                                          | Marathon         |                |         |               |               | 2:18:30 h SB    | 31            |
| Sergio Reyes                                                                            | Marathon         |                |         |               |               | 2:29:15 h SB    | 45            |
| Mike Sayenko                                                                            | Marathon         |                |         |               |               | 2:22:49 h SB    | 37            |
| Aries Merritt                                                                           | 110 m Hürden     | 13,36 s        | 6       | 13,32 s       | 4             | 13,67 s         | 5             |
| David Oliver                                                                            | 110 m Hürden     | 13,27 s        | 3       | 13,40 s       | 5             | 13,44 s         | 4             |
| Jason Richardson                                                                        | 110 m Hürden     | 13,19 s        | 1       | 13,11 s       | 1             | 13,16 s         | Gold          |
| Jeshua Anderson                                                                         | 400 m Hürden     | 48,81 s        | 7       | 49,33 s       | 12            | ausgeschieden   | ausgeschieden |
| Kerron Clement                                                                          | 400 m Hürden     | 48,91 s        | 8       | 52,11 s       | 24            | ausgeschieden   | ausgeschieden |
| Bershawn Jackson                                                                        | 400 m Hürden     | 49,82 s        | 21      | 48,80 s       | 3             | 49,24 s         | 6             |
| Angelo Taylor                                                                           | 400 m Hürden     | 49,38 s        | 12      | 48,86 s       | 5             | 49,31 s         | 7             |
| Benjamin Bruce                                                                          | 3000 m Hindernis | 8:39,96 min    | 30      |               |               | ausgeschieden   | ausgeschieden |
| Daniel Huling                                                                           | 3000 m Hindernis | 8:34,70 min    | 24      |               |               | ausgeschieden   | ausgeschieden |
| William Nelson                                                                          | 3000 m Hindernis | 8:51,20 min    | 33      |               |               | ausgeschieden   | ausgeschieden |
| Trevor Barron                                                                           | 20 km Gehen      |                |         |               |               | 1:24:33 h       | 22            |
| Trell Kimmons Justin Gatlin Darvis Patton Walter Dix Travis Padgett Maurice Mitchell    | 4 × 100 m        | 37,79 s WL     | 1       |               |               | DNF             | DNF           |
| Greg Nixon Bershawn Jackson Angelo Taylor LaShawn Merritt Jamaal Torrance Michael Berry | 4 × 400 m        | 2:58,82 min WL | 1       |               |               | 2:59,31 min     | Gold          |

#### Sprung/Wurf
| Athlet             | Disziplin      | Qualifikation | Qualifikation | Finale        | Finale        |
| Athlet             | Disziplin      | Weite/Höhe    | Platz         | Weite/Höhe    | Platz         |
| ------------------ | -------------- | ------------- | ------------- | ------------- | ------------- |
| Dusty Jonas        | Hochsprung     | 2,16 m        | 30            | ausgeschieden | ausgeschieden |
| Erik Kynard        | Hochsprung     | 2,28 m        | 14            | ausgeschieden | ausgeschieden |
| Jesse Williams     | Hochsprung     | 2,31 m        | 5             | 2,35 m        | Gold          |
| Mark Hollis        | Stabhochsprung | 5,35 m        | 22            | ausgeschieden | ausgeschieden |
| Derek Miles        | Stabhochsprung | 5,60 m        | 10            | 5,65 m        | 13            |
| Jeremy Scott       | Stabhochsprung | 5,60 m        | 9             | 5,65 m        | 9             |
| Will Claye         | Weitsprung     | 8,09 m        | 7             | 8,10 m        | 9             |
| Marquise Goodwin   | Weitsprung     | 8,02 m        | 13            | ausgeschieden | ausgeschieden |
| Dwight Phillips    | Weitsprung     | 8,32 m SB     | 1             | 8,45 m SB     | Gold          |
| Trevell Quinley    | Weitsprung     | 7,09 m        | 31            | ausgeschieden | ausgeschieden |
| Will Claye         | Dreisprung     | 17,19 m       | 3             | 17,50 m PB    | Bronze        |
| Walter Davis       | Dreisprung     | 16,12 m       | 23            | ausgeschieden | ausgeschieden |
| Christian Taylor   | Dreisprung     | 16,99 m       | 9             | 17,96 m WL    | Gold          |
| Christian Cantwell | Kugelstoßen    | 20,73 m       | 5             | 21,36 m       | Bronze        |
| Reese Hoffa        | Kugelstoßen    | 20,96 m       | 3             | 20,99 m       | 4             |
| Adam Nelson        | Kugelstoßen    | 20,23 m       | 10            | 20,29 m       | 7             |
| Ryan Whiting       | Kugelstoßen    | 20,77 m       | 4             | 20,75 m       | 6             |
| Lance Brooks       | Diskuswurf     | 61,07 m       | 24            | ausgeschieden | ausgeschieden |
| Jarred Rome        | Diskuswurf     | 62,22 m       | 14            | ausgeschieden | ausgeschieden |
| Jason Young        | Diskuswurf     | 63,14 m       | 11            | 63,20 m       | 10            |
| Kibwe Johnson      | Hammerwurf     | 75,06 m       | 14            | ausgeschieden | ausgeschieden |
| Michael Mai        | Hammerwurf     | 69,96 m       | 27            | ausgeschieden | ausgeschieden |
| Mike Hazle         | Speerwurf      | DNS           | DNS           | ausgeschieden | ausgeschieden |

#### Zehnkampf
| Athlet       | Disziplin | 100 m   | Weit- sprung | Kugel- stoßen | Hoch- sprung | 400 m   | 110 m Hürden | Diskus- wurf | Stabhoch- sprung | Speer- wurf | 1500 m         | Punkte | Platz  |
| ------------ | --------- | ------- | ------------ | ------------- | ------------ | ------- | ------------ | ------------ | ---------------- | ----------- | -------------- | ------ | ------ |
| Ashton Eaton | Ergebnis  | 10,46 s | 7,46 m       | 14,44 m       | 2,02 m       | 46,99 s | 13,85 s      | 46,17 m      | 4,60 m           | 55,17 m     | 4:18,94 min PB | 8505   | Silber |
| Ashton Eaton | Punkte    | 985     | 925          | 755           | 822          | 959     | 994          | 791          | 790              | 665         | 819            | 8505   | Silber |
| Trey Hardee  | Ergebnis  | 10,55 s | 7,45 m       | 15,09 m       | 2,02 m SB    | 48,37 s | 13,97 s      | 49,89 m SB   | 4,80 m           | 68,99 m PB  | 4:45,68 min SB | 8607   | Gold   |
| Trey Hardee  | Punkte    | 963     | 922          | 795           | 822          | 891     | 978          | 868          | 849              | 874         | 645            | 8607   | Gold   |
| Ryan Harlan  | Ergebnis  | 11,29 s | 6,68 m       | 16,49 m       | 2,02 m       | 51,57 s | 14,71 s      | 43,52 m      | NMW              | 58,43 m     | 5:21,63 min    | 6761   | 22     |
| Ryan Harlan  | Punkte    | 797     | 739          | 882           | 822          | 744     | 885          | 736          | 0                | 714         | 442            | 6761   | 22     |

### Frauen

#### Laufdisziplinen
| Athletin                                                                                         | Disziplin        | Vorlauf      | Vorlauf | Halbfinale    | Halbfinale    | Finale         | Finale        |
| Athletin                                                                                         | Disziplin        | Zeit         | Platz   | Zeit          | Platz         | Zeit           | Platz         |
| ------------------------------------------------------------------------------------------------ | ---------------- | ------------ | ------- | ------------- | ------------- | -------------- | ------------- |
| Mikele Barber                                                                                    | 100 m            | 11,40 s      | 27      | ausgeschieden | ausgeschieden | ausgeschieden  | ausgeschieden |
| Carmelita Jeter                                                                                  | 100 m            | 11,21 s      | 12      | 11,02 s       | 1             | 10,90 s        | Gold          |
| Marshevet Myers                                                                                  | 100 m            | 11,16 s      | 7       | 11,38 s       | 9             | 11,33 s        | 8             |
| Allyson Felix                                                                                    | 200 m            | 22,71 s      | 6       | 22,67 s       | 4             | 22,42 s        | Bronze        |
| Carmelita Jeter                                                                                  | 200 m            | 22,68 s      | 3       | 22,47 s       | 2             | 22,37 s        | Silber        |
| Shalonda Solomon                                                                                 | 200 m            | 22,69 s      | 4       | 22,46 s       | 1             | 22,61 s        | 4             |
| Jeneba Tarmoh                                                                                    | 200 m            | 23,60 s      | 27      | ausgeschieden | ausgeschieden | ausgeschieden  | ausgeschieden |
| Jessica Beard                                                                                    | 400 m            | 52,40 s      | 18      | 51,27 s       | 11            | ausgeschieden  | ausgeschieden |
| Allyson Felix                                                                                    | 400 m            | 51,45 s      | 7       | 50,36 s       | 3             | 49,59 s PB     | Silber        |
| Francena McCorory                                                                                | 400 m            | 52,18 s      | 14      | 50,24 s PB    | 2             | 50,45 s        | 4             |
| Sanya Richards-Ross                                                                              | 400 m            | 51,37 s      | 4       | 50,66 s       | 8             | 51,32 s        | 7             |
| Alysia Montaño                                                                                   | 800 m            | 1:59,62 min  | 3       | 1:58,67 min   | 5             | 1:57,48 min SB | Bronze        |
| Alice Schmidt                                                                                    | 800 m            | 2:01,11 min  | 8       | 2:01,16 min   | 16            | ausgeschieden  | ausgeschieden |
| Maggie Vessey                                                                                    | 800 m            | 2:01,32 min  | 11      | 1:58,98 min   | 8             | 1:58,50 min    | 4             |
| Shannon Rowbury                                                                                  | 1500 m           | 4:14,43 min  | 27      | 4:11,49 min   | 21            | ausgeschieden  | ausgeschieden |
| Jenny Simpson                                                                                    | 1500 m           | 4:10,84 min  | 16      | 4:07,90 min   | 2             | 4:05,40 min    | Gold          |
| Morgan Uceny                                                                                     | 1500 m           | 4:07,43 min  | 3       | 4:09,03 min   | 14            | 4:19,71 min    | 10            |
| Lauren Fleshman                                                                                  | 5000 m           | 15:34,04 min | 11      |               |               | 15:09,25 min   | 7             |
| Amy Hastings                                                                                     | 5000 m           | 15:29,49 min | 6       |               |               | 15:56,06 min   | 15            |
| Molly Huddle                                                                                     | 5000 m           | 15:42,00 min | 19      |               |               | ausgeschieden  | ausgeschieden |
| Shalane Flanagan                                                                                 | 10.000 m         |              |         |               |               | 31:25,57 min   | 7             |
| Kara Goucher                                                                                     | 10.000 m         |              |         |               |               | 32:29,58 min   | 13            |
| Jennifer Rhines                                                                                  | 10.000 m         |              |         |               |               | 31:47,59 min   | 9             |
| Colleen DeRuck                                                                                   | Marathon         |              |         |               |               | 2:44:35 h SB   | 38            |
| Zoila Gomez                                                                                      | Marathon         |              |         |               |               | 2:46:44 h SB   | 40            |
| Alissa McKaig                                                                                    | Marathon         |              |         |               |               | 2:38:23 h SB   | 32            |
| Tera Moody                                                                                       | Marathon         |              |         |               |               | 2:32:04 h SB   | 17            |
| Katherine Newberry                                                                               | Marathon         |              |         |               |               | 2:37:28 h SB   | 30            |
| Danielle Carruthers                                                                              | 100 m Hürden     | 12,79 s      | 3       | 12,65 s       | 3             | 12,47 s PB     | Silber        |
| Dawn Harper                                                                                      | 100 m Hürden     | 12,90 s      | 8       | 12,74 s       | 5             | 12,47 s PB     | Bronze        |
| Kellie Wells                                                                                     | 100 m Hürden     | 12,73 s      | 2       | 12,79 s       | 7             | DNF            | DNF           |
| Jasmine Chaney                                                                                   | 400 m Hürden     | 56,28 s      | 20      | 55,97 s       | 16            | ausgeschieden  | ausgeschieden |
| Lashinda Demus                                                                                   | 400 m Hürden     | 54,93 s      | 3       | 53,82 s       | 1             | 52,47 s WL NR  | Gold          |
| Queen Harrison                                                                                   | 400 m Hürden     | 55,11 s      | 6       | 55,44 s       | 12            | ausgeschieden  | ausgeschieden |
| Bridget Franek                                                                                   | 3000 m Hindernis | 9:43,09 min  | 15      |               |               | ausgeschieden  | ausgeschieden |
| Emma Coburn                                                                                      | 3000 m Hindernis | 9:38,42 min  | 11      |               |               | 9:51,40 min    | 10            |
| Stephanie Garcia                                                                                 | 3000 m Hindernis | 9:53,47 min  | 18      |               |               | ausgeschieden  | ausgeschieden |
| Maria Michta                                                                                     | 20 km Gehen      |              |         |               |               | 1:38:54 h      | 29            |
| Bianca Knight Allyson Felix Marshevet Myers Carmelita Jeter Alexandria Anderson Shalonda Solomon | 4 × 100 m        | 41,94 s WL   | 1       |               |               | 41,56 s WL     | Gold          |
| Sanya Richards-Ross Allyson Felix Jessica Beard Francena McCorory Natasha Hastings Keshia Baker  | 4 × 400 m        | 3:23,57 min  | 4       |               |               | 3:18,09 min WL | Gold          |

#### Sprung/Wurf
| Athletin                  | Disziplin      | Qualifikation | Qualifikation | Finale        | Finale        |
| Athletin                  | Disziplin      | Weite/Höhe    | Platz         | Weite/Höhe    | Platz         |
| ------------------------- | -------------- | ------------- | ------------- | ------------- | ------------- |
| Brigetta Barrett          | Hochsprung     | 1,95 m        | 1             | 1,93 m        | 10            |
| Inika McPherson           | Hochsprung     | 1,80 m        | 27            | ausgeschieden | ausgeschieden |
| Kylie Hutson              | Stabhochsprung | 4,50 m        | 15            | ausgeschieden | ausgeschieden |
| Lacy Janson               | Stabhochsprung | 4,40 m        | 20            | ausgeschieden | ausgeschieden |
| Jennifer Suhr             | Stabhochsprung | 4,55 m        | 6             | 4,70 m        | 4             |
| Janay DeLoach             | Weitsprung     | 6,51 m        | 12            | 6,56 m        | 6             |
| Funmi Jimoh               | Weitsprung     | 6,68 m        | 6             | NMW           | NMW           |
| Tori Polk                 | Weitsprung     | 5,66 m        | 33            | ausgeschieden | ausgeschieden |
| Brittney Reese            | Weitsprung     | 6,79 m        | 3             | 6,82 m        | Gold          |
| Amanda Smock              | Dreisprung     | 13,48 m       | 31            | ausgeschieden | ausgeschieden |
| Jillian Camarena-Williams | Kugelstoßen    | 19,09 m       | 5             | 20,02 m       | Bronze        |
| Michelle Carter           | Kugelstoßen    | 18,85 m       | 11            | 18,76 m       | 9             |
| Sarah Stevens-Walker      | Kugelstoßen    | 17,20 m       | 21            | ausgeschieden | ausgeschieden |
| Stephanie Brown Trafton   | Diskuswurf     | 61,89 m       | 6             | 61,89 m       | 6             |
| Gia Lewis-Smallwood       | Diskuswurf     | 63,85 m       | 5             | ausgeschieden | ausgeschieden |
| Aretha Thurmond           | Diskuswurf     | 59,88 m       | 13            | ausgeschieden | ausgeschieden |
| Amber Campbell            | Hammerwurf     | 68,87 m       | 14            | ausgeschieden | ausgeschieden |
| Jessica Cosby             | Hammerwurf     | 71,06 m       | 8             | 68,91 m       | 11            |
| Jeneva McCall             | Hammerwurf     | 68,26 m       | 15            | ausgeschieden | ausgeschieden |
| Kara Patterson            | Speerwurf      | 57,14 m       | 21            | ausgeschieden | ausgeschieden |
| Rachel Yurkovich          | Speerwurf      | 58,84 m       | 15            | ausgeschieden | ausgeschieden |

#### Siebenkampf
| Athletin        | Disziplin | 100 m Hürden | Hochsprung | Kugelstoßen | 200 m   | Weitsprung | Speerwurf  | 800 m          | Punkte | Platz |
| --------------- | --------- | ------------ | ---------- | ----------- | ------- | ---------- | ---------- | -------------- | ------ | ----- |
| Sharon Day      | Ergebnis  | 13,69 s PB   | 1,80 m     | 4,28 m PB   | 25,01 s | 5,87 m     | 39,14 m    | 2:15,74 min SB | 6043   | 17    |
| Sharon Day      | Punkte    | 1023         | 978        | 813         | 886     | 810        | 651        | 882            | 6043   | 17    |
| Hyleas Fountain | Ergebnis  | 12,93 s SB   | 1,89 m SB  | 12,20 m     | 23,96 s | 6,45 m     | 43,42 m SB | DNF            | 5611   | 24    |
| Hyleas Fountain | Punkte    | 1135         | 1093       | 674         | 985     | 991        | 733        | 0              | 5611   | 24    |